# 于邦華
于邦华（?—?）直隶枣强人，清末立宪派政治人物。

## 生平
于邦华是清朝贡生。后来当选资政院议员，在院内十分活跃。1911年帝国宪政实进会成立后，陈宝琛为会长，于邦华、姚锡光为副会长。